# Den trefoldige syntese
Den trefoldige syntese er et begreb kendt af filosoffen Immanuel Kant fra hans erkendelsesteoretiske værk Kritik af den rene fornuft. Det beskriver hvordan vi erkender verden gennem tre evner: Apprehensionen, reproduktionen og rekognitionen.
Undersøgelsen er ligeledes en del den transcendentale logik, hvor Kant isolerer forstanden for at undersøge selve forudsætningerne for vores tænkning, og kan findes under afsnittet den transcendentale deduktion, hvor han forsøger at godtgøre for gyldigheden af sine forstandskategorier. Han vil med andre ord bevise, at det udelukkende er via forstandskategorierne, at en genstand kan tænkes, og den trefoldige syntese er en del af denne undersøgelse.

## Forklaring af syntesen
Når vi sanser verden sanser vi et mangefold af sanseindtryk. Men for at erkendelse af verden kan finde sted er vi nødt til at sammenfatte dette mangefold i en enhed. For eksempel når vi sanser en rose, kan vi se farven, mærke tyngden og lugte duften, men for at erkende rosen sammenfatter vi alle disse sansede egenskaber til at tilhøre begrebet 'rose'. Men selve begrebet 'rose' kan ikke erfares. Begrebet er dog en nødvendig forudsætning for, at alle de sanseindtryk vi får overhovedet giver mening. 
Kant antager altså, at sansningen må være en sammenfatning af dette mangefold, samt at det sansede forbindes til en meningsfuld helhed af det erkendende subjekt. Dette kalder Kant for syntese. Syntesen er altså en nødvendig egenskab ved forstanden foruden erkendelse ikke ville være mulig. Denne syntese er dog summen af tre evner – nemlig apprehensionen, reproduktionen og rekognitionen. Det kaldes af Kant apprehensionens syntese, når vi sammenfatter forskellige sansedata til et objekt, ligesom man sammenfatter de forskellige sansede egenskaber til objektet 'rose'. Men vi er også nødt til at kunne reproducere de forskellige sensoriske data, da vi ellers aldrig ville kunne fastholde det anskuede. Denne evne til at reproducere det anskuede kaldes reproduktionen. Og vi er også nødt til at kunne genkende disse data for ellers ville ethvert sanseindtryk vi modtager ingen forbindelse have med de tidligere modtagne sanseindtryk. Vi ville således sanse en masse der ingen mening gav. Denne sidste evne kaldes rekognitionen. Disse tre evner er altså:
- Apprehensionen af forestillingerne, dvs. gemyttets modifikationer af det anskuede.
- Reproduktionen af forestillingerne ved hjælp af indbildningskraften.
- Rekognitionen ved hjælp af begrebet.

Det skal bemærkes, at dette ikke er et psykologisk kendetegn ved mennesket. Der er intet empirisk i den. Ligeledes er den trefoldige syntese ikke en proces der forekommer i tid. Der er intet tidsforløb mellem disse tre evner, således at f.eks. reproduktionen genskaber data, der så derefter bliver genkendt af rekognitionen. Apprehensionen, reproduktionen og rekognitionen er derimod tre aspekter ved en og samme syntese.

## Apprehensionens syntese
Apprehensionens syntese er hvad Kant kalder dette, at vi i forstanden både må kunne gennemløbe mangefoldet og fastholde det. Denne er så også afhængig af reproduktionen og rekognitionen. Alt vil nødvendigvis være underkastet vores indre sansning, hvilket Kant beskrev var tiden under afsnittet den transcendentale æstetik i hans værk Kritik af den rene fornuft. Alle sanseindtryk bliver derfor lagt i et tidsforløb. Netop det, at vi anskuer verden i tid på grund af denne indre sans, er grund til, at vi kan opfatte verdens mangefold. For uden evnen til at opfatte et tidsforløb, og derved i sindet opfatte et successivt forløb af sanseindtryk, ville enhver forestilling være en absolut enhed i hvert eneste øjeblik. Men for ligeledes at kunne erkende i dette mangefold er vi også nødt til at kunne skabe en enhed i mangefoldet, som eksemplet med rosen beskrev ovenfor. Ligeledes må vi i sindet kunne gennemløbe mangefoldet og fastholde det. Dette er hvad der kaldes apprehensionens syntese. Det er en a priori egenskab ved vores sind, da vi umuligt ville kunne have erkendelse uden denne. 

## Reproduktionen
Apprehensionens syntese er ikke mulig medmindre sindet også reproducerer, de tidligere anskuede sanseindryk. Vi må med andre ord reproducere vores modtagne sanseindtryk, da vi altid må fastholde hvad vi tidligere har set. Denne evne er reproduktionen. Kant beskriver nødvendigheden af reproduktionen således:
| „ | Nu er det klart at dersom jeg i tankerne trækker en linje, eller forestiller mig tidsrummet fra 12 middag til 12 næste dag, eller vil forestille mig et bestemt tal, så er det nødvendigt at jeg i tankerne fatter mangefoldets forestillinger én efter én. Dersom alle de forudgående forestillinger (de første dele af linjestykket, de forudgående tidspunkter eller de hinanden forestillede enheder) hele tiden gik tabt og ikke reproduceredes alt medens jeg fortsatte, så ville der aldrig forekomme en forestilling der kunne siges at udgøre et hele. | “ |

Med andre ord, hvis man f.eks. trækker en linje med kridt over en tavle, så er man nødt til at besidde evnen til hele tiden at reproducere de første dele af det linjestykke jeg har tegnet, for ellers ville man ingen anelse have om hvad man lavede, og det ville være umuligt at trække linjen (dette gælder ligeledes om at trække linjer i tanken, hvorfor man snart ser, at reproduktionen er forudsætning for al tænkning).

## Rekognitionen
Blot at reproducere sansedata er ikke nok til at sammenfatte det i en enhed, da man også er nødt til at genkende denne reproduktion som reproduceret og henføre det til en og samme genstand. Denne evne er rekognitionen. Kant beskriver nødvendigheden af rekognitionen således:
| „ | Dersom vi ikke var os bevidste at det vi tænker vi er det samme som vi tænkte for et øjeblik siden ville al reproduktion inden for forestillingernes række være forgæves. Thi der ville da være en ny forestilling hvert øjeblik som slet ikke hørte til den akt ved hvilken den efterhånden skulle være blevet til; og mangefoldet ville aldrig blive til et hele eftersom det ville mangle den enhed som kun bevidstheden kan give det. Dersom jeg tæller og samtidig glemmer at enhederne jeg kommer til er føjet til hinanden en efter en, så ville jeg ikke vide at der var skabt et antal ved at enhed var føjet til enhed og ville derfor heller ikke erkende tallet. Thi begrebet tal består udelukkende i bevidstheden om syntesens enhed. | “ |